# Gallo galo
La gala dorada es una raza de gallina francesa, probablemente la más antigua, que genéticamente sería la más cercana a los gallos salvajes. La gala dorada es conocida bajo la representación de su macho, llamado gallo galo o gallo francés. El gallo francés es a menudo considerado como un símbolo nacional de Francia, aunque realmente sin tener un carácter oficial, como podría ser el águila calva para los Estados Unidos. En latín gallus significa al mismo tiempo "gallo" y "galo", habitante de Galia, nombre con el que los latinos denominaron buena parte del territorio que hoy corresponde a Francia. El gallo galo también es el símbolo del movimiento valón, de la Comunidad Francesa de Bélgica y de la Región valona.
En Francia, el gallo se encuentra en la cumbre de numerosos campanarios, debido al gallo que aparece en los Evangelios . Al mismo tiempo, está presente en los numerosos monumentos creados en memoria a los muertos, después de la Primera Guerra Mundial.

## Animal

### Descripción
La gala dorada es de talla modesta. La gallina aova regularmente en primavera, y en verano llegan a producir huevos blancos cuyo peso puede sobrepasar los 60 g.
A pesar de su domesticación, como raza conservaría una parte de su carácter salvaje. En concreto, la gallina puede volar varias decenas de metros por encima del suelo sin dificultad, alcanzando una altura de cinco a seis metros.
La gala dorada estuvo a punto de desaparecer cuando terminó la Segunda Guerra Mundial, pero conoció un renacimiento gracias a los ganaderos, amantes de la misma.

### Características
- Masa ideal: Gallo: 2.5 à 3 kg; Gallina: 2 kg
- Cresta: simple
- Paperas: blancas
- Color de los ojos: Rojo anaranjado
- Color de la piel: blanca
- Color del Tarso: gris pizarra
- Color del plumaje: Dorado asalmonado
- Huevos incubados: min. 60 g, cáscara blanche
- Diámetro de las anillas: Gallo: 18 mm; Gallina: 16 mm

## Símbolo de Francia

### Origen del símbolo
Suetonio, en su Vida de los doce césares, hizo notar que en latín tanto gallo como galo eran significados del término gallus. Al comienzo de la Edad Media (siglo XII), los enemigos de Francia utilizarían este juego de palabras por irrisión, haciendo ver que los Franceses (particularmente su rey Felipe Augusto) eran tan orgullosos como el animal de corral.

### Emblema político y patriótico

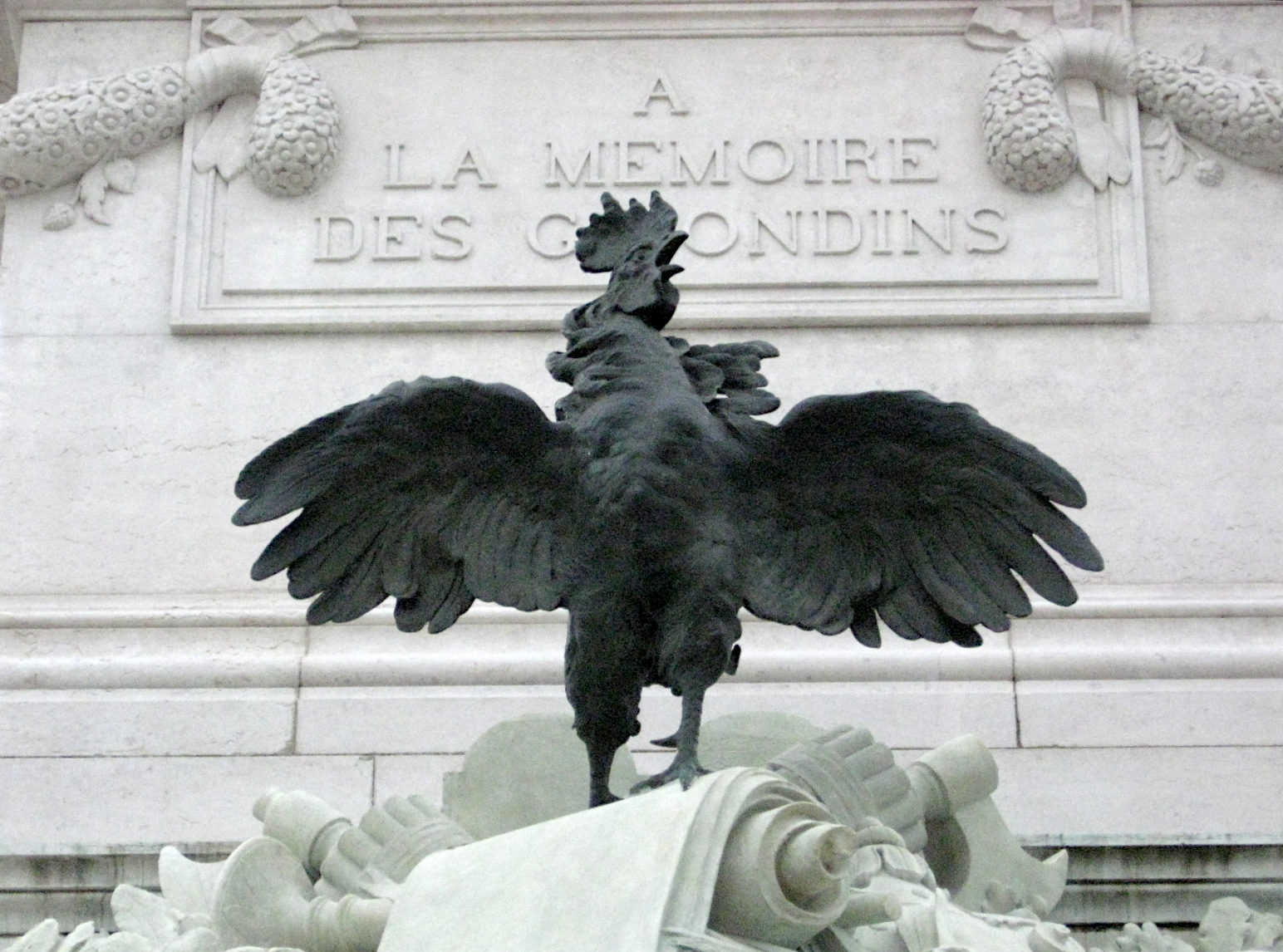
Gallo francés.

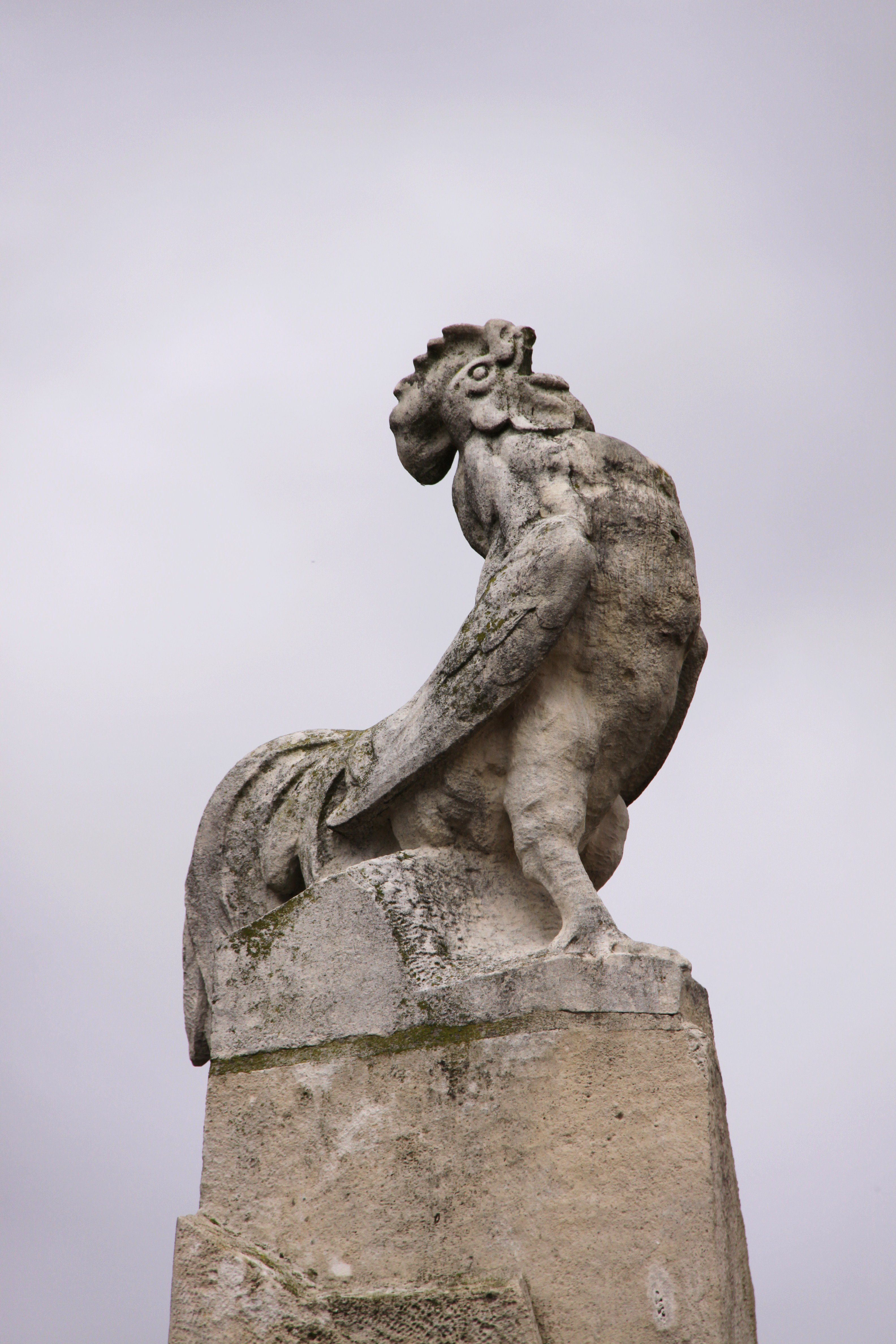
Gallo francés triunfante en la cumbre del Memorial de los soldados y marinos de Charente Marítimo, construido en La Rochelle en 1913.

Aunque exista como figura simbólica en Francia desde la época medieval, será a partir del Renacimiento cuando el gallo comienza a relacionarse con la idea de nación Francesa que emerge poco a poco. Bajo el reinado de los Valois y Borbones, la efigia de los reyes es a menudo acompañada por este animal, además de ser grabado sobre las monedas. Aunque sea como emblema de menor importancia, el gallo está presente en el Louvre.
El gallo gana una popularidad particular durante la Revolución Francesa y la monarquía de Julio, donde fue introducido sustituyendo la flor de lis dinástica.
Así, en el periodo revolucionario lo podemos encontrar en escudos adornados con un gorro frigio, sobre el sello del primer Cónsul, y la alegoría de la fraternidad lleva frecuentemente un bastón coronado por un gallo.
Napoleón Bonaparte sustituye la República por el Imperio y desde entonces el águila reemplaza al gallo, ya que para el Emperador el gallo no tenía en absoluto fuerza, por lo que no podía ser la imagen de un imperio.
Después de un período de eclipse, la Revolución de 1830 rehabilita la imagen del gallo francés, y el duque d´Orléans, futuro Luis Felipe I, firma una orden indicando que el gallo deberá figurar en todas las banderas y botones de los uniformes de la Guardia Nacional.
El águila imperial reapareció con Napoleón III, como signo de la permanencia del Imperio.
Desde entonces, aunque el gallo nunca tuvo autoridad oficial a nivel político, se pueden encontrar unas cuantas referencias, tales como:
- El sello de la II República representa la figura de la Libertad sujetando un timón marcado con un gallo.
- Bajo la III República: la verja del palacio del Elíseo fue adornada con un gallo que todavía se puede ver actualmente y fue llamada “la verja del gallo”.
- La moneda de oro de 20 francos que fue acuñada en 1899 y que circuló hasta el año 1914, tenía su inverso adornado con un gallo.
- Bajo la IV República: de 1950 a 1958, las monedas de 10, 20 y 50 francos llevan un gallo en el reverso.
- Bajo la V República: la moneda de 10 francos de 1986 lleva un gallo en el anverso.
- El gallo aparece ocasionalmente en algunos sellos postales.

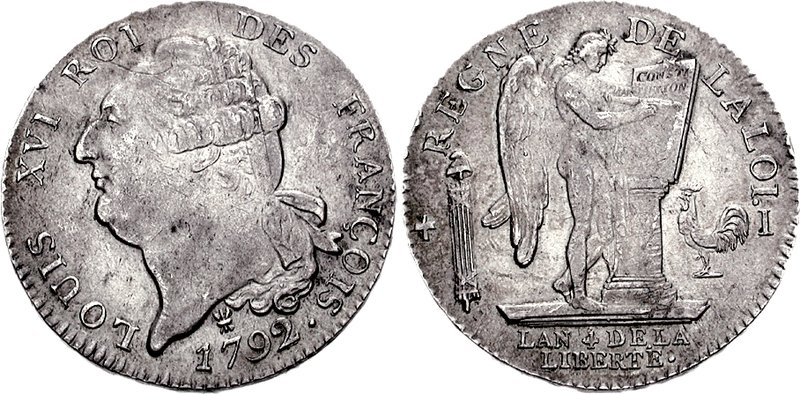
Escudo constitucional, moneda de 1792
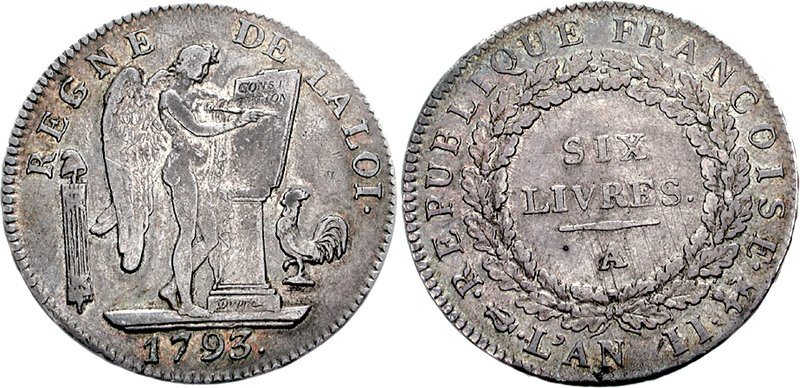
Escudo de seis libras, moneda de 1793
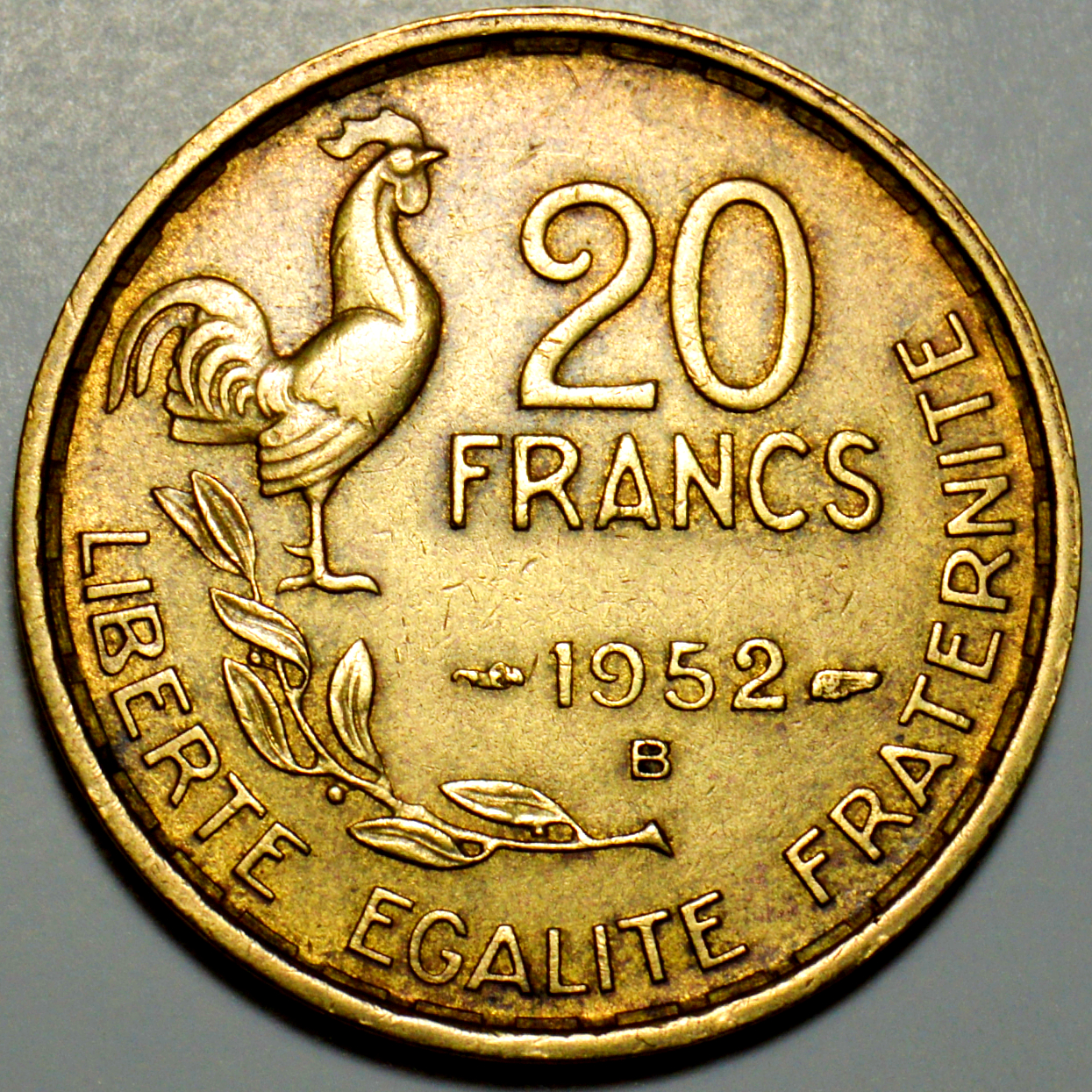
Moneda de 20 francos del año 1952

#### Insignia de los alcaldes
Creada por decreto el 22 de noviembre de 1951, la insignia oficial de los alcaldes de los ayuntamientos Franceses lleva un gallo francés (véase imagen).

#### Monumentos a los caídos
El gallo francés es uno de los elementos más frecuentes que podemos encontrar en los ornamentos de los monumentos dedicados a los muertos de Francia en las guerras mundiales. Este símbolo aparece indistintamente en todas las regiones, y tiene en todas ellas la misma popularidad. Puede ser representado:
- De cara o de lado.
- Las alas más o menos desplegadas.
- Cantando o no.
- Posado eventualmente en una esfera dominando la cumbre piramidal del edificio en forma de obelisco.

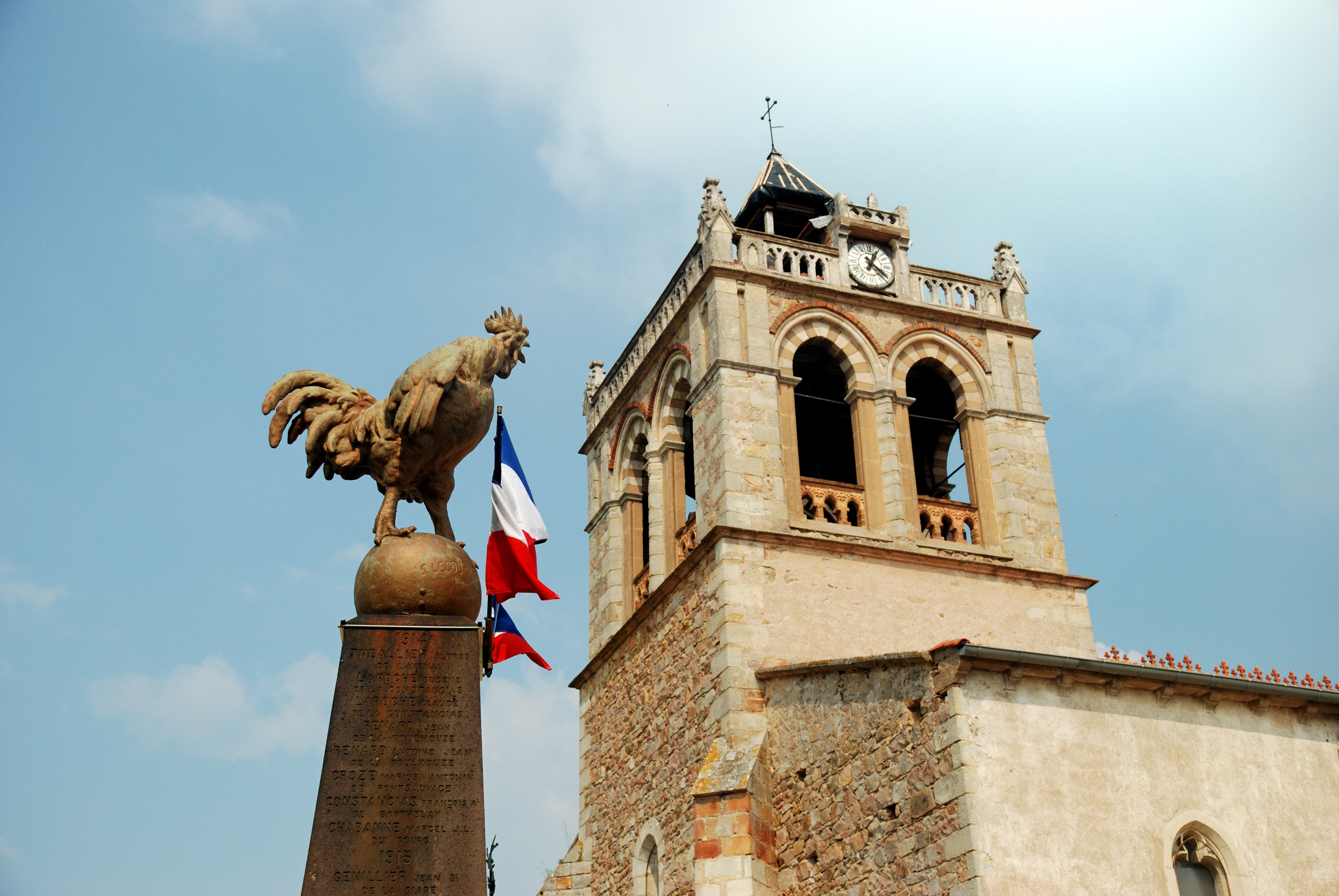
Commune de Sermentizon : Campana y monumento a los muertos (Puy-de-Dôme, Francia).
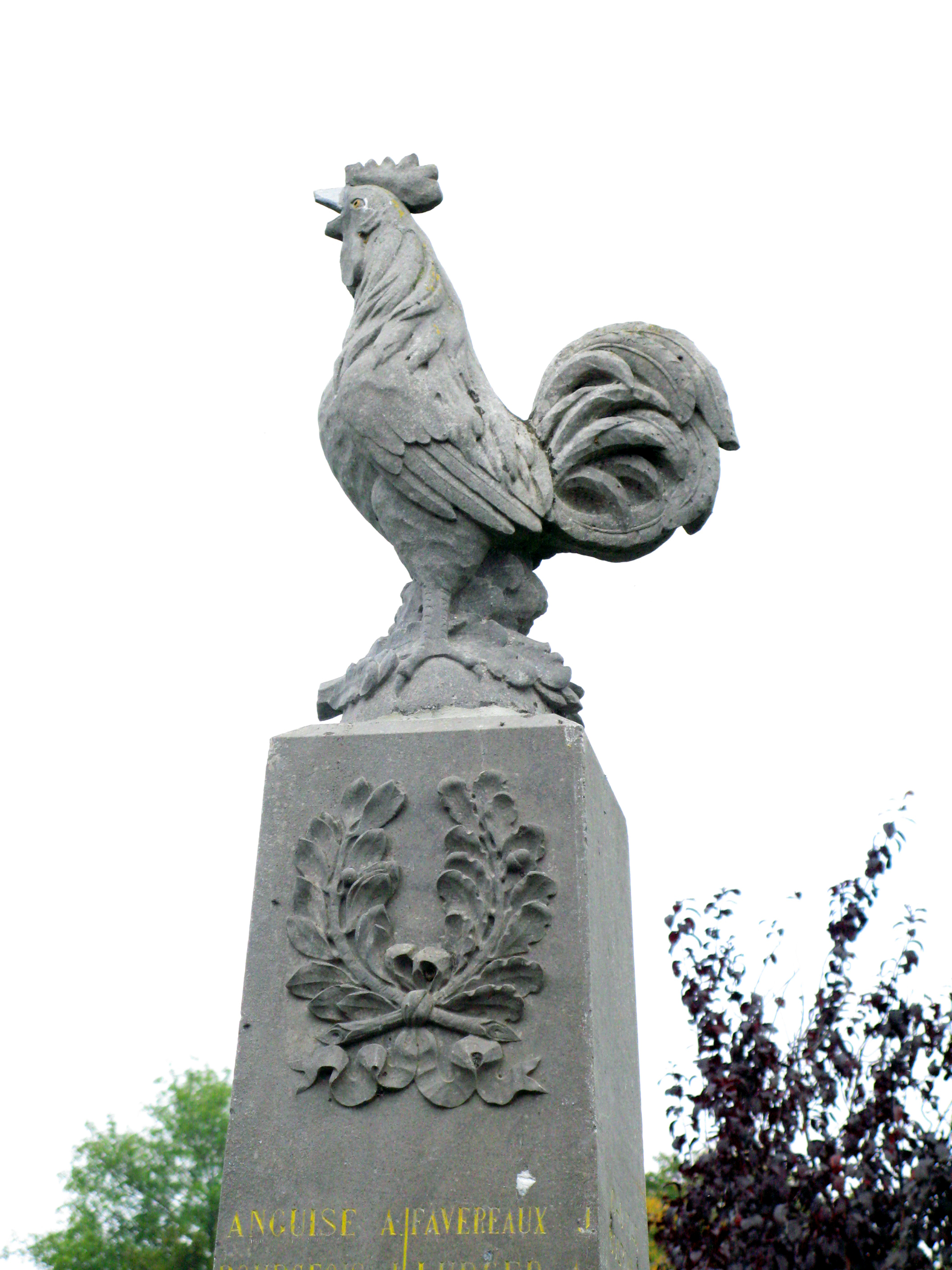
Monumento a los muertos de Vigneux-Hocquet (región de Picardie)
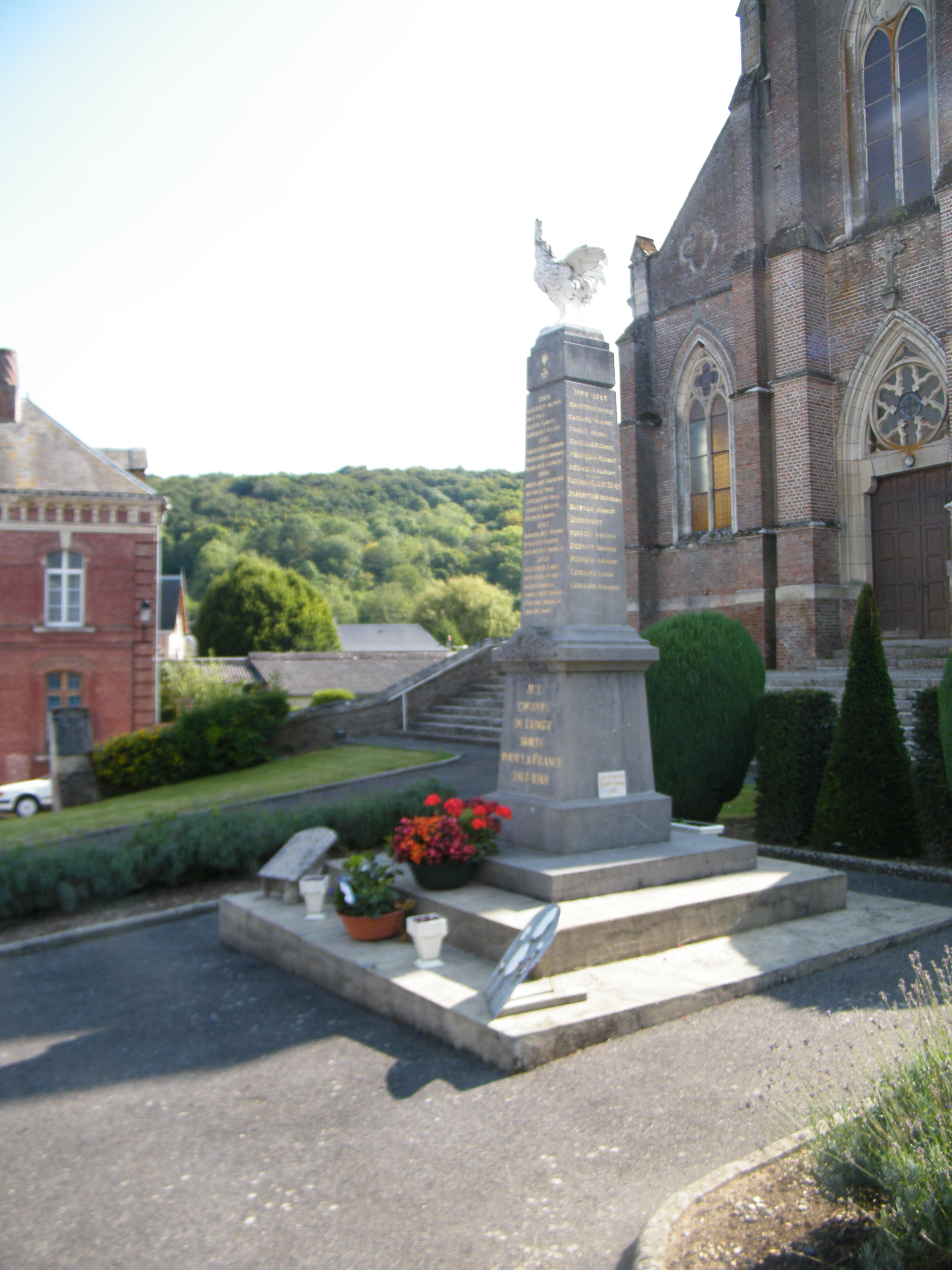
Liomer, Somme

### Emblema deportivo
Desde los años 1980, la imagen del gallo comenzó a tener una popularidad importante gracias a las competiciones deportivas (en particular el fútbol y el rugby) donde es el emblema indiscutible de la nación francesa. Sin embargo, su presencia sobre los logotipos de equipos y federaciones fue bastante discutida. Así cuando en 1997, el Comité Olímpico Francés decide retirar el gallo del logotipo oficial, ciertas personalidades elevaron su voz para denunciar este atentado a los valores franceses. Muchos deportistas franceses no ocultan que el llevar una camiseta con el dibujo del gallo constituye un honor suplementario.
Logos de federaciones Francesas de deporte
- El logo de la Federación Francesa de Fútbol mantiene dos características idénticas y tradicionales: el gallo emblemático y los colores nacionales. El logotipo representa un gallo resultante de la forma redondeada de un globo al mismo tiempo que evoca el dinamismo del fútbol francés. Las cintas que lo componen son el símbolo de la continuidad entre el pasado y el futuro, pero también refleja los valores de fiesta y entusiasmo que llega suscitar el fútbol.
- El escudo de la Selección de fútbol de Francia mantiene los mismos códigos simbólicos que el de la FFF, pero se pone su gallo de color oro con el fin de resaltar en la camiseta azul del uniforme con dos estrellas doradas encima, representando el título obtenido en la Copa Mundial de Fútbol de 1998 y en la Copa Mundial de Fútbol de 2018.
- El logo de la Federación Francesa de Rugby Union.
- El logo de la Federación Francesa de Rugby League.
- El logo de la Federación Francesa de esgrima.

Logotipos de empresas comerciales
- La empresa “Le coq sportif” tomó por logotipo a un gallo.

Mascotas (gallos personificados)
- Peno, mascota del Campeonato de Europa de fútbol, 1984
- Jules, mascota del equipo de Francia de fútbol, imaginada para la copa del mundo de fútbol en el año 1994
- Footix, mascota de la Copa del mundo de fútbol de 1998 que tuvo lugar en Francia.

### Otros empleos

#### El cine

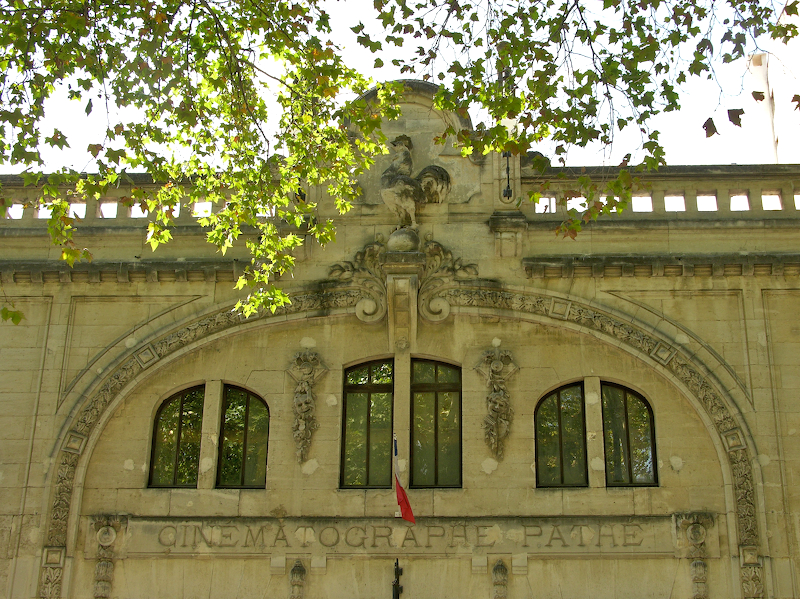
Fachada del cine Pathé de Montpellier con el emblema del gallo.

En 1905, la sociedad de cine francés Pathé Frères, crea su logotipo representando un gallo francés. El gallo sigue hasta al día de hoy en su emblema con un cambio en el diseño producido en el 1999. El gallo se llama “Charlie” (Debido a su fundador Charles Pathé). Aparece en diversas posturas, y figura como mascota de la sociedad, mostrando de forma orgullosa la historia y el nombre de la empresa con la utilización de phylactères “Pathé”. Aunque ligeramente irreverente, Charlie sirve de unificación en el seno de la empresa y en el seno de la marca “Porte-parole” en la esfera pública.

#### Turismo en Francia
- El logotipo de la Federación nacional de “Gîtes de France” representa la carta de Francia. Totalmente como la chimenea que fuma, las ventanas abiertas ilustran un hogar habitado caluroso, abierto a la vida y a los demás. El gallo, el símbolo del día que se levanta, queda como emblema de un país que lentamente se repone de su salud; testimonia la voluntad de mirar siempre hacia el futuro. En el transcurso de los años divirtió pero las bases fundamentales quedan las mismas, los rastros de un arraigamiento verdadero.

- El primer logotipo de la etiqueta “Station Verte de Vacances” (en uso del 1964 al 2006) representa un gallo sobre un fondo verde con un sol. Esta asociación Francesa, llamada “Station Verte de Vacances” creada en 1964, reagrupa municipios turísticos procedentes del ámbito rural y de la montaña, habiendo creado una Carta de calidad. Obligatoriamente debían presentar el atractivo rural, asegurar las estancias de los turistas en lo que es un entorno reservado.

- El logo de National Tours (Operador turístico y de viajes creado en 1985, especializado en el turismo de autocar) tiene dibujado un gallo.